# Calvin Lockhart
Pour les articles homonymes, voir Lockhart.
Calvin Lockhart est un acteur américano-bahaméen, né Calvin Bert Cooper le 18 octobre 1934 à Nassau (New Providence), capitale des Bahamas où il est mort le 29 mars 2007.

## Biographie
Partageant sa carrière entre l'Europe et les États-Unis, Calvin Lockhart (pseudonyme) débute au cinéma alors qu'il est de passage en Italie, dans le film italien Vierge créole de Lorenzo Ricciardi (de), sorti en 1961. Après une apparition comme figurant dans Cléopâtre de Joseph L. Mankiewicz (1963), il tourne six films sortis en 1968, dont le film britannique (d'autres suivront) Trio d'escrocs de Basil Dearden (avec Richard Attenborough et David Hemmings) et la coproduction américano-britannique Le Dernier Train du Katanga de Jack Cardiff (avec Rod Taylor et Yvette Mimieux).
Viennent ensuite quatre films sortis en 1970, dont le film américain Colère noire de Paul Bogart (avec Jeff Bridges et Rob Reiner) et le film britannique Léo le dernier de John Boorman (avec Marcello Mastroianni et Billie Whitelaw). Suivent quatorze autres films seulement, dont le film d'horreur britannique Le Mystère de la bête humaine de Paul Annett (1974, avec Peter Cushing et Anton Diffring), Predator 2 de Stephen Hopkins (1990, avec Danny Glover et Maria Conchita Alonso) et Sailor et Lula de David Lynch (1990, avec Nicolas Cage et Laura Dern). Signalons aussi deux réalisations de son compatriote (originaire comme lui des Bahamas) Sidney Poitier, dont Le Coup à refaire (en) (1975, avec le réalisateur et Bill Cosby).
Son avant-dernier film, du même David Lynch, est Twin Peaks : Les Sept Derniers Jours de Laura Palmer (1992, avec Sheryl Lee et Moira Kelly). Réinstallé dans son pays d'origine, le dernier est Rain (en) de Maria Govan (avec CCH Pounder et Irma P. Hall), film bahaméen sorti en 2008, l'année suivant sa mort (en 2007), de complications consécutives à un accident vasculaire cérébral.
Pour la télévision, il collabore à dix-sept séries à partir de 1966, dont Starsky et Hutch (un épisode diffusé en 1978). La dernière est le feuilleton Dynastie, avec sept épisodes diffusés en 1985 et 1986.
Au théâtre, Calvin Lockhart joue une première fois à Broadway (New York) en 1960, dans la pièce The Cool World de Warren Miller (en) et Robert Rossen, aux côtés notamment de James Earl Jones, Raymond St. Jacques et Billy Dee Williams. Il revient à Broadway pour une seconde (donc dernière) prestation, dans la comédie musicale Reggae, représentée en 1980, avec Sheryl Lee Ralph.
En 1972,, alors en résidence au sein de la Royal Shakespeare Company à Stratford-upon-Avon (Angleterre), il y interprète quatre pièces de William Shakespeare, dont Antoine et Cléopâtre (avec Patrick Godfrey, Janet Suzman et Patrick Stewart) et Titus Andronicus (avec Colin Blakely dans le rôle-titre, Patrick Godfrey et Janet Suzman).

## Filmographie

### Cinéma (intégrale)
(films américains, sauf mention contraire ou complémentaire)
- 1961 : Vierge créole (Venere creole) de Lorenzo Ricciardi (de) (film italien) : Melchior
- 1963 : Cléopâtre (Cleopatra) de Joseph L. Mankiewicz : Figurant
- 1968 : Maldonne pour un espion (A Dandy in Aspic) d'Anthony Mann et Laurence Harvey (film britannique) : Brogue
- 1968 : Le Dernier Train du Katanga (The Mercenaries) de Jack Cardiff (film américano-britannique) : Le président Mwamini Ubi
- 1968 : Sel, poivre et dynamite (Salt and Pepper) de Richard Donner : Jones
- 1968 : Trio d'escrocs (Only When I Larf) de Basil Dearden (film britannique) : Ali Lin
- 1968 : Mandat d'arrêt (Nobody Runs Forever) de Ralph Thomas (film américano-britannique) : Jamaica
- 1968 : Joanna de Michael Sarne (film britannique) : Gordon
- 1970 : Le Casse de l'oncle Tom (Cotton Comes to Harlem) d'Ossie Davis : Révérend Deke O'Malley
- 1970 : Léo le dernier (Leo the Last) de John Boorman (film britannique) : Roscoe
- 1970 : Colère noire (Halls of Anger) de Paul Bogart : Quincy Davis
- 1970 : Myra Breckinridge de Michael Sarne : Irving Amadeus
- 1972 : Melinda d'Hugh A. Robertson (en) : Frankie J. Parker
- 1973 : Le Grabuge d'Édouard Luntz (film franco-américano-britannique) : Pablo
- 1973 : Contratto carnale de Giorgio Bontempi (film italo-ghanéen) : Ruma / Kofi
- 1974 : Uptown Saturday Night (en) de Sidney Poitier : Silky Slim
- 1974 : Le Mystère de la bête humaine (The Beast Must Die) de Paul Annett (film britannique) : Tom Newcliffe
- 1974 : Honeybaby, Honeybaby de Michael Schultz : Liv
- 1975 : Le Coup à refaire (Let's Do It Again) de Sidney Poitier : Biggie Smalls
- 1977 : Le Baron (The Baron) de Philip Fenty : Le Baron
- 1980 : Revanche à Baltimore (The Baltimore Bullet) de Robert Ellis Miller : « Blanche-Neige »
- 1988 : Un prince à New York (Coming to America) de John Landis : Colonel Izzi
- 1990 : Sailor et Lula (Wild at Heart) de David Lynch : Reggie
- 1990 : Predator 2 de Stephen Hopkins : « King Willie »
- 1992 : Twin Peaks : Les Sept Derniers Jours de Laura Palmer (Twin Peaks : Fire Walk with Me) de David Lynch : L'électricien
- 2008 : Rain de Maria Govan : Samuel

### Séries télévisées (sélection)
- 1978 : Starsky et Hutch (Starsky and Hutch)
  - Saison 4, épisode 11 Cover Girl : Allen « Angel » Walter
- 1985-1986 : Dynastie (Dynasty), feuilleton
  - Saison 6, épisode 3 Les Californiens (The Californians, 1985), épisode 4 La Menace (The Man, 1985) de Don Medford, épisode 12 Rencontre surprise (The Roadhouse, 1985) de Jerome Courtland, épisode 13 La Solution (The Solution, 1985), épisode 14 Soupçons (Suspicions, 1986), épisode 15 L'Alarme (The Alarm, 1986), et épisode 16 Le Garde (The Vigil, 1986) : Jonathan Lake

## Théâtre (sélection)
(pièces, sauf mention contraire)
- 1960 : The Cool World de Warren Miller et Robert Rossen, mise en scène de Robert Rossen (Broadway) : « Blood »
- 1972 : Antoine et Cléopâtre (Antony and Cleopatra) de William Shakespeare (production de la RSC, Stratford-upon-Avon) : Thidias
- 1972 : Titus Andronicus de William Shakespeare (production de la RSC, Stratford-upon-Avon) : Aaron
- 1980 : Reggae, comédie musicale, musique et lyrics de divers (dont Michael Kamen), livret de Melvin Van Peebles et Stafford Harrison, arrangements et direction musicale de Michael Kamen, costumes de Raoul Pène Du Bois (Broadway) : Ras Joseph